# マイケル・スティーヴンス

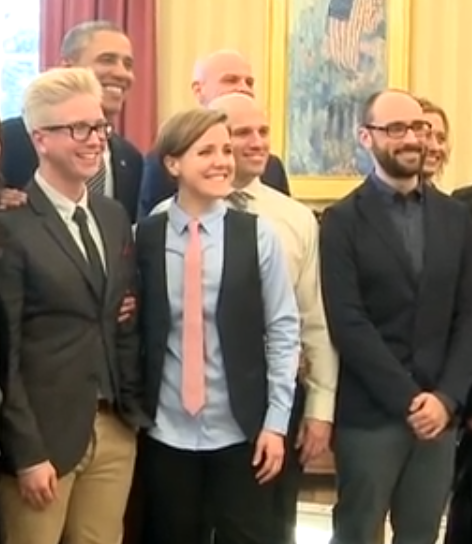
バラク・オバマ大統領とホワイトハウスにて会談するスティーヴンス（右）とYouTuber仲間

マイケル・デビッド・スティーヴンス（英：Michael David Stevens、1986年1月23日 - ）は、アメリカ合衆国の教育者、YouTuber。教育分野のYouTubeチャンネルVsauce（ヴイソース）の開設・司会で知られる。Vsauceでは、1700万人以上の登録者と22億回以上の動画再生を獲得し、最も成功したYouTuberの一人である。また、インターネットを活用した科学・教育普及の第一人者でもある。

## 生い立ち
1986年1月23日、ミズーリ州カンザスシティで生まれた。父親は化学技術者、母親は指導助手であった。1991年、一家はカンザス州スティルウェルに移り住む。ブルーバレー高校では、演説や演劇の部活に参加し、知識欲だけでなく、喜劇的な性格も身につけた。その後、シカゴ大学で心理学と英文学の学士号を取得した。大学在学中に『シャイニング』の予告編を見たことがきっかけで、動画編集に興味を持つようになる。

## 経歴
2010年にYouTubeチャンネルVsauceを開設した。当初はビデオゲーム文化に集中し、多くの寄稿者を迎えていた。この頃から「Hey, Vsauce. Michael here.」という挨拶で動画を始めるようになった。
しかし、最も注目を集めたのはチャンネルの教育動画だった。ポール・ザルームの『ビークマンズ・ワールド』に刺激を受け、科学的な動画を作るようになったという。スティーヴンスは、最も人気のある動画が、真面目な現実世界の概念を取り入れ、しばしば学際性を示す傾向があることに気づいた。人気を集めた動画は、「目の解像度は？」、「暗闇の速度は？」、「なぜ尻は真ん中にあるのか？」、「世界にはどれくらいのお金があるのか？」などを含む。

その後、2010年にVsauce2とVsauce3という2つの関連チャンネルを開設し、最終的にそれぞれケビン・リーバーとジェーク・ローパーが単独で司会・制作をするようになった。2011年から2012年にかけて、インターネットとゲーム文化に関する動画のほとんどは、この2つのチャンネルに委ねられた。教育的な議論に専念するVsauceは、スティーヴンス単独のチャンネルとして残った。Vsauceの動画のタイトルには質問があり、動画ではその質問に答えたり、長々と議論したりして、一般的な興味に訴えるあらゆる教育分野の関連する余談をしているのが特徴的である。
ただウィキペディアの記事を読んでいるようなものではなく、「へぇ、今日はどこに行くんだろう」と思わせるような旅、つまりロジックトレインのようなものを作りたいと思っている。—マイケル・スティーヴンス、TenEighty Magazine（2015年）
2017年には、YouTube Premiumシリーズ「マインド・フィールド」を制作・主演し、アダム・サヴェッジと共に全国教育舞台ツアー「ブレイン・キャンディー・ライブ！」を開催した。

## 私生活
2012年、イギリスのロンドンに移住した。2016年、マーニーと結婚し、アメリカ合衆国ロサンゼルスに移住した。2人の間には2019年8月に娘が誕生した。

## 出演
- ザ・キー・オブ・オーサム（2009年 - 2011年）髭尼役
- Vsauce（2010年 - ）本人役
- ダーク・マターズ: ツイステッド・バット・トゥルー（2012年）本人役
- アズダフムービー6（2013年）ニンジンについて語る男役
- ヘッド・スクイーズ（2013年）本人役
- アメリカ・ディクラッシファイド（2013年）科学記者役
- スーパー・ブレイニー・ゾンビーズ（2014年）マイケル役
- ジミー・キンメル・ライブ！（2014年）本人役
- ジェイミー・オリヴァーズ・フード・チューブ（2015年）本人役
- バトルボット（2016年）審査員役
- ザ・フィルシー・フランク・ショー（2016年）唾寄贈者役
- マインド・フィールド（2017年 - 2019年）本人役
- ダッド・フィールス（2020年 - ）コンピューターマスター役